# Ramsthal
Ramsthal település Németországban, azon belül Bajorországban. Lakosainak száma 1089 fő (2023. december 31.). Ramsthal Poppenhausen és Sulzthal községekkel határos.

## Népesség
A település népessége az elmúlt években az alábbi módon változott:
| Lakosok száma | 562  | 892  | 1117 | 1105 | 1116 | 1095 | 1098 | 1099 | 1086 | 1089 |
|               | 1875 | 1950 | 1975 | 1987 | 2012 | 2014 | 2016 | 2017 | 2021 | 2023 |